# Sebastian Bloss

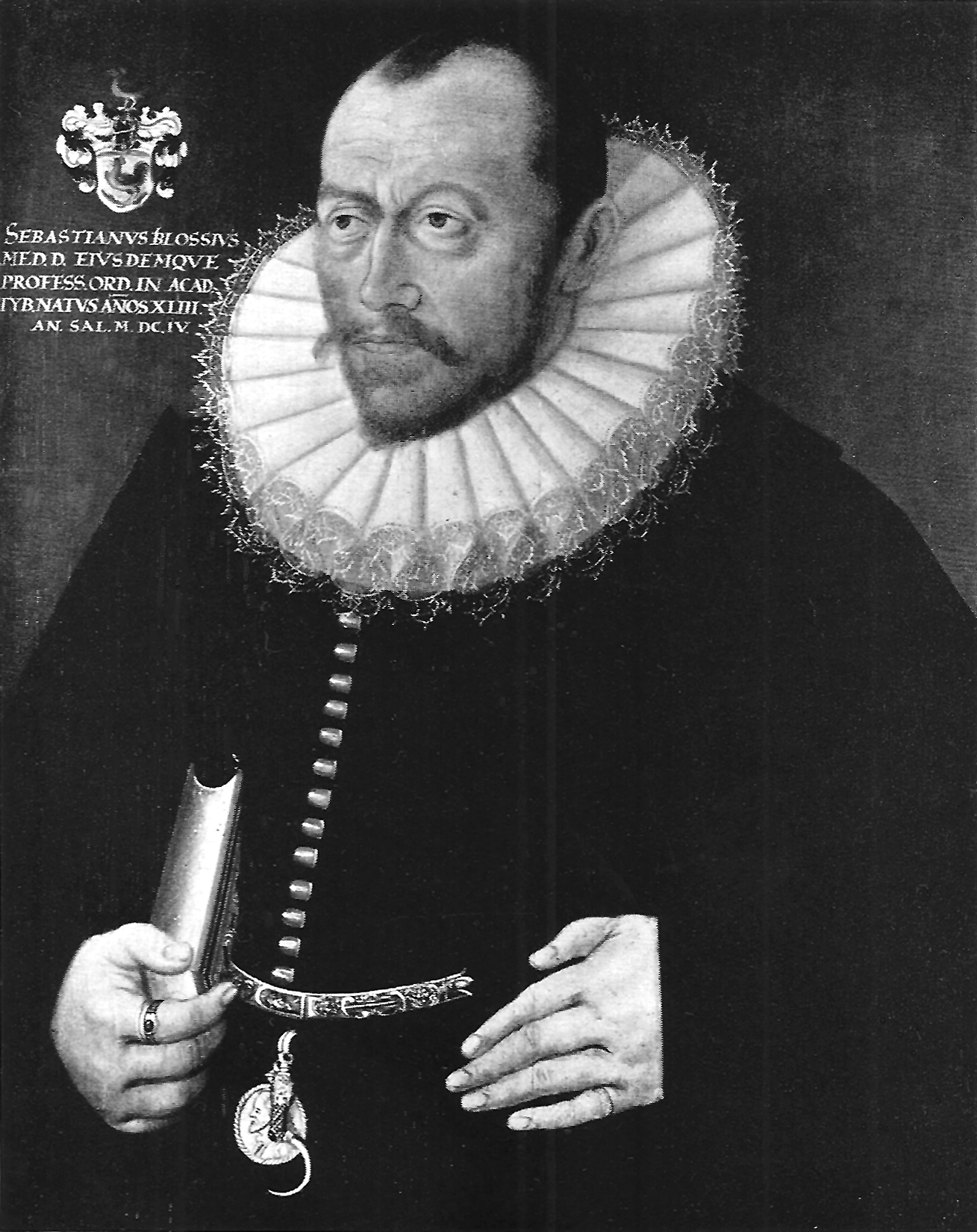
Sebastian Bloss, auf einem 1604 von Johann Philipp Greter gemalten Porträt in der Tübinger Professorengalerie

Sebastian Bloss (4. November 1559 in Münsingen; † 4. März 1627 in Sulz am Neckar) war ein deutscher Mediziner.

## Leben
Sebastian Bloss immatrikulierte sich am 15. Dezember 1578 an der Universität Tübingen und wurde dort am 17. August 1580 zum Magister artium ernannt.
Er promovierte zum „Doctor der Arzney“. Er nahm 1584 eine Berufung als Professor der Medizin an der Universität Heidelberg an, wurde 1586 Physikus in Ulm und 1600 Professor der Medizin an der Universität Tübingen. Er war in Tübingen mehrfach Dekan der medizinischen Fakultät und vom 18. Oktober 1607 bis 1. Mai 1608 Rektor der Universität.

## Familie
Im April 1588 heiratete er in erster Ehe eine geborene Strohmaier, Witwe des Wolfgang Unsöld, eines Kaufmanns in Ulm. In zweiter Ehe heiratete er Anna Maria Eisengrein (* 14. Dezember 1578 in Stuttgart; † 4. Oktober 1635 in Tübingen). Er hatte mit ihr 13 Kinder:
1. Susanna
2. Johann Balthasar
3. Johann Sebastian
4. Anna Maria
5. Anna Magdalena
6. Anna Dorothea
7. Anna Christina
8. Johann Jakob
9. Johann Ludwig
10. Johann Balthasar (* 12. März 1615 in Tübingen; † 20. Februar 1676 in Gärtringen), Pfarrer in Gärtringen[5]
11. Johann Martin
12. Johann Tobias
13. Esther (* 1588; † 13. März 1589)[4]